# Mixtoconidium canariense
Mixtoconidium canariense är en svampart som beskrevs av Etayo 1995. Mixtoconidium canariense ingår i släktet Mixtoconidium, divisionen sporsäcksvampar och riket svampar.   Inga underarter finns listade i Catalogue of Life.